# Léo Westermann

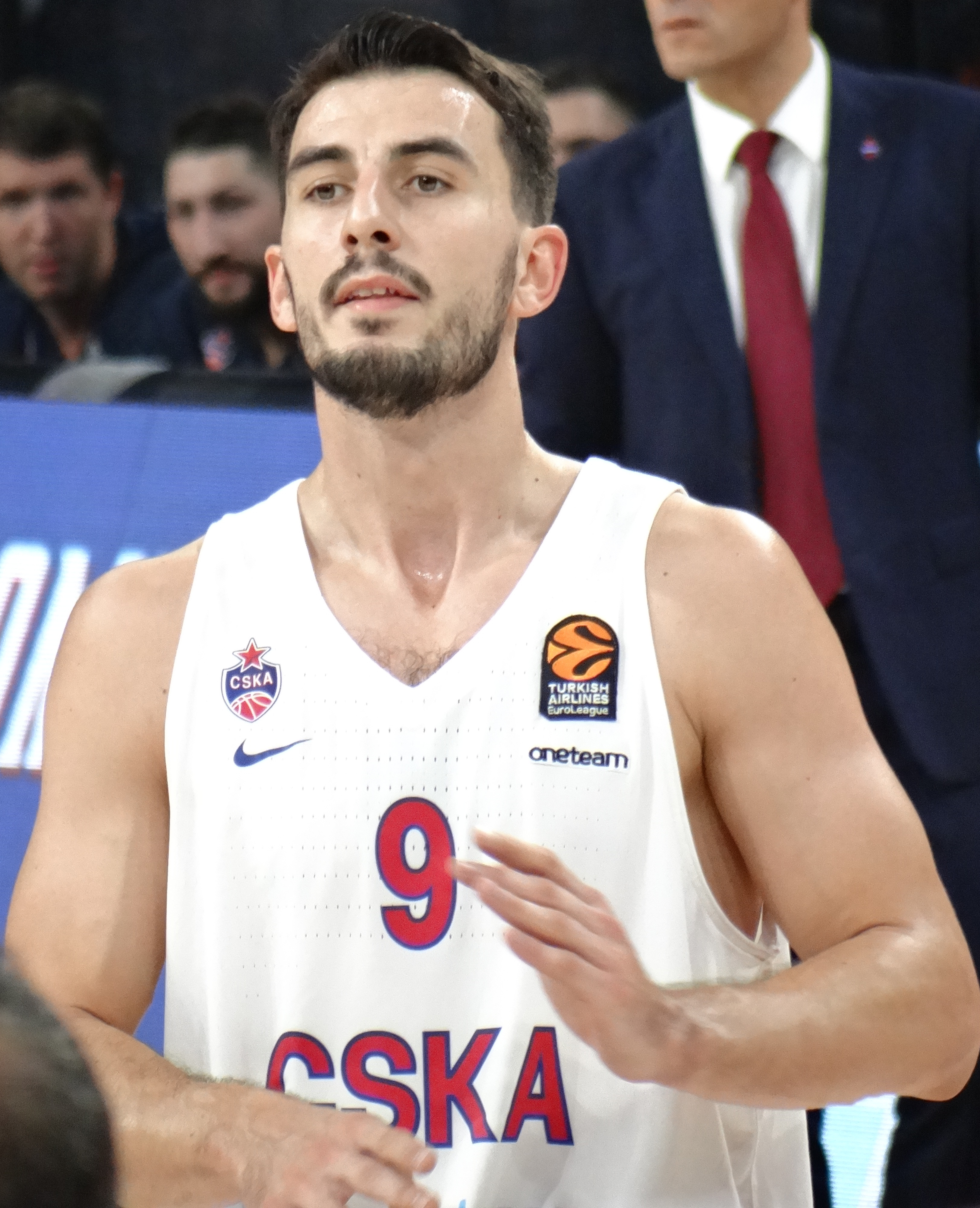
Westermann 2017

Léo Westermann (* 24. Juli 1992 in Haguenau, Frankreich) ist ein französischer Basketballspieler.

## Karriere

### Europa
Westermann spielte zwischen 2010 und 2012 für ASVEL Lyon-Villeurbanne in der ersten französischen Liga LNB Pro A. In der Saison 2011/12 wurde er hinter Evan Fournier zum zweitbesten Nachwuchsspieler der Liga gewählt.
Im Juli 2012 unterschrieb Westermann einen Dreijahresvertrag beim serbischen Erstligisten KK Partizan Belgrad. 2013 und 2014 wurde Westermann mit Partizan Belgrad serbischer Meister. Im Jahr 2013 wurde zudem die Adriatische Basketballliga gewonnen. Jedoch zog er sich im November 2013 einen Kreuzbandriss zu, den bereits zweiten seiner Karriere, und kam anschließend in der Spielzeit 2013/14 nicht mehr zum Einsatz.
Im Juli 2014 wechselte er zum spanischen Erstligisten FC Barcelona. Er wurde allerdings sofort für ein Jahr an den französischen Meister Limoges CSP ausgeliehen. Mit Limoges wurde Westermann in der Saison 2014/15 französischer Meister. Anschließend entschied er, noch ein weiteres Jahr bei Limoges zu spielen. 2016 verließ er sein Heimatland in Richtung Litauen und Žalgiris Kaunas. Mit der Mannschaft gewann er die litauische Meisterschaft und nahm anschließend ein Angebot des russischen Spitzenklubs PBK ZSKA Moskau an. In Moskau erlebte er eine Saison, die von einer Hüftverletzung geprägt war, in der er mit der Mannschaft aber den nationalen Meistertitel errang. In der Sommerpause 2018 nutzte ZSKA eine Vertragsklausel, um das Arbeitsverhältnis zu beenden. Vor dem Beginn des Spieljahres 2018/19 kehrte Westermann nach Kaunas zurück und wurde erneut litauischer Meister.
In der Sommerpause 2019 wurde der Franzose von Fenerbahçe Istanbul verpflichtet. Im Januar 2021 wechselte er zum FC Barcelona und im Sommer 2021 zu AS Monaco. Mit Monaco wurde er in der französischen Meisterschaft 2022 Zweiter, mit seinem im August 2022 feststehenden Wechsel zu Obradoiro CAB ging Westermann in die spanische Liga ACB zurück. Kurz vor dem Beginn des Spieljahres 2023/24 wechselte der Franzose zum deutschen Bundesligisten Crailsheim Merlins. Mit den Hohenlohern verpasste er im Frühling 2024 den Bundesliga-Klassenerhalt.
Westermann wechselte im August 2024 wieder nach Spanien, er wurde vom Zweitligisten Baloncesto Fuenlabrada verpflichtet. Zur Saison 2025/26 kehrte er zu Obradoiro CAB (mittlerweile in der zweiten Liga) zurück.

### Nationalmannschaft
Im Sommer 2012 nahm Westermann für einige Tage an der Vorbereitung der französischen Nationalmannschaft auf die Olympischen Spiele 2012 teil. Sein Länderspiel-Debüt gab er am 7. Juli 2012 beim Freundschaftsspiel gegen Großbritannien. Auch in der Vorbereitung auf die Europameisterschaft 2013 nahm Westermann an einigen Freundschaftsspielen teil, schaffte aber nicht den Sprung ins EM-Aufgebot. Nach der Verletzung von Antoine Diot rückte Westermann in den Kader der französischen Nationalmannschaft für die Europameisterschaft 2015 auf. Er wurde in sieben Spielen eingesetzt und trug mit 2,7 Punkten pro Spiel zum Gewinn der Bronzemedaille bei.

## Erfolge und Auszeichnungen

### Verein
- Sieger der Serbischen Basketballliga: 2013, 2014
- Sieger der Adriatischen Basketballliga: 2013
- MVP der Endrunde der Adriatischen Basketballliga: 2013
- Französischer Meister: 2015
- Litauischer Meister: 2017, 2019
- Russischer Meister: 2018
- Gewinn des türkischen Pokals 2020[16]

### Nationalmannschaft
- . Platz bei der Basketball-Europameisterschaft 2015